# Regent's Park
Regent's Park (oficiálně The Regent's Park) je jedním z Královských parků v Londýně. Tvoří severní část centrálního Londýna, zasahuje do městských částí Westminster a Camden.

## Historie

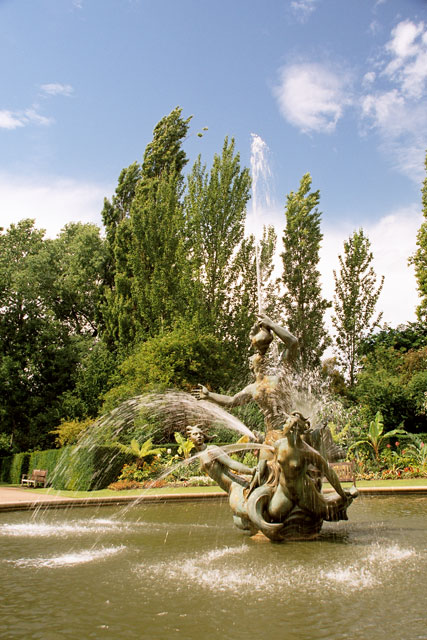
Fontána v zahradě královny Marie

Pozemky, které byly dříve označovány jako Marylebone Park byly královským majetkem po mnoha staletí a byly pronajímány vévodovi z Portlandu jako honitba.
Když v roce 1811 nájemní smlouva vypršela, princ regent (později král Jiří IV.) pověřil architekta Johna Nashe vytvořením plánu rozvoje této oblasti. Nash navrhl výstavbu královského paláce a větší množství samostatných domků pro jeho přátele. Po zahájení výstavby v parku v roce 1818 byly tyto plány redukovány, král nechal místo toho později postavit Buckinghamský palác a park byl zpřístupněn pro veřejnost. Přesto byla většina plánovaných teras a domů postavena. Regent's Park byl začleněn do dalších Nashových projektů pro krále Jiřího IV. – Regent Street a Carlton House Terrace, které měly vytvořit novou tvář města od St. James's Park až po Parliament Hill.
V době Letních olympijských her 2012 se měly v tomto parku konat soutěže baseballu a softballu, ale tyto druhy byly z programu olympijských her vypuštěny. Část trasy cyklistického závodu povede tímto parkem.

## Popis

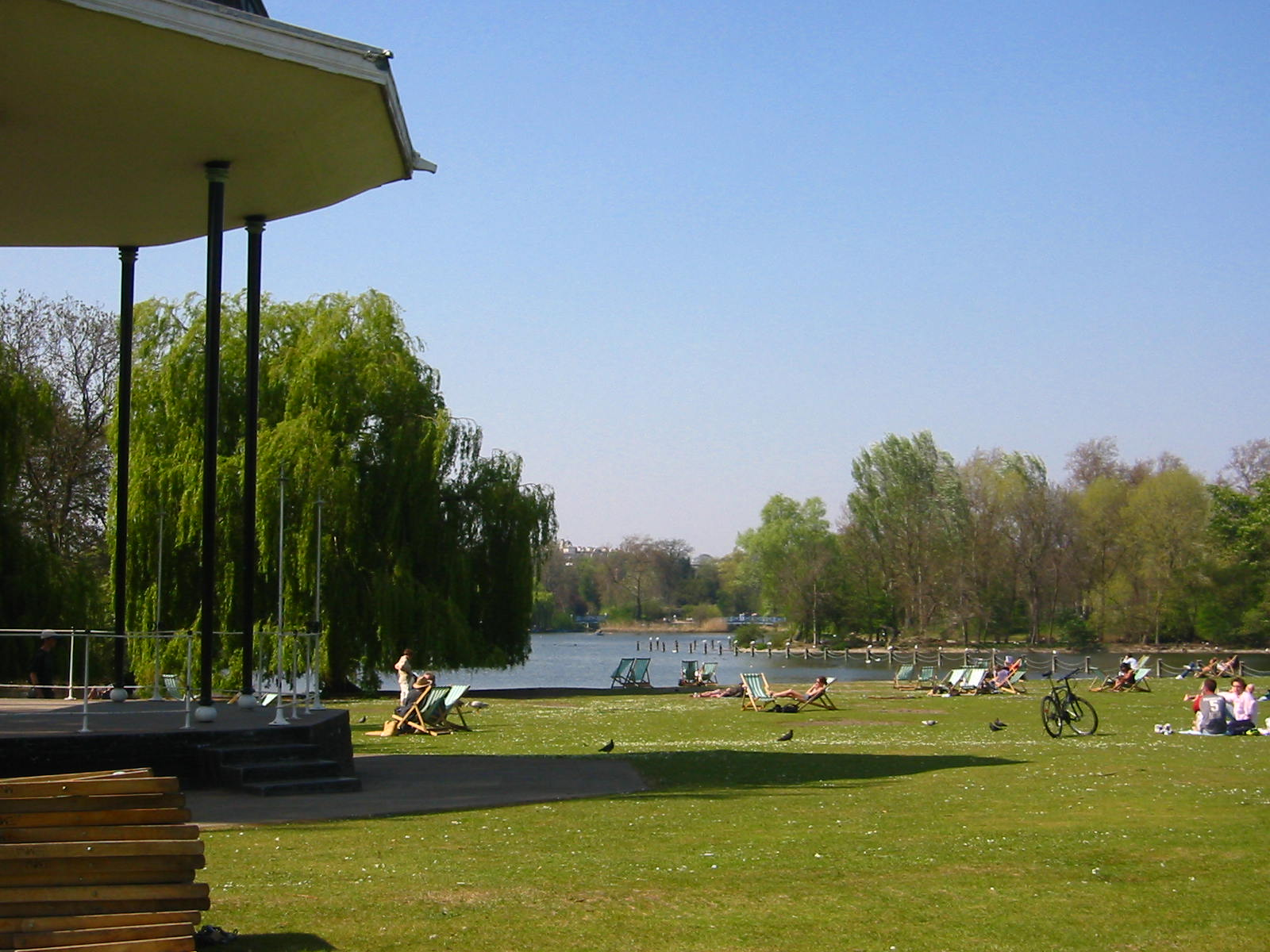
Hudební pavilon a jezero v Regent's Parku

Park je ohraničen silnicí, která je nazývána Vnějším okruhem (4,3 km) a uvnitř parku je další komunikace – Vnitřní okruh. S výjimkou cest spojujících tyto dva okruhy jsou další komunikace vyhrazeny pro pěší.
Jih, východ a většina západní části parku jsou lemovány bíle omítnutými terasovitými domky navrženými architektem Johnem Nashem. Severní části parku protéká Regent's Canal, který spojuje Grand Union Canal s bývalými Londýnskými doky.
Park, který má plochu 2,0 km², je většinou tvořen otevřenými loukami se zahradami, jezerem s volavkami, vodopádem a možností projížďky na loďce, sportovními hřišti a hřišti pro děti. Sportovní hřiště byla obnovena v letech 2002 až 2004 a od roku 2005 se staví nový sportovní pavilon.
V severovýchodní části parku se nachází Londýnská zoologická zahrada.
Několik květinových zahrad, včetně zahrady královny Marie s rozáriem obsahujícím na 40 000 růží, je přístupno pro veřejnost uvnitř Vnitřního okruhu, v jehož hranicích se nachází také amfiteátr. Sídlo velvyslanectví USA – Winfield House, stojí na soukromém pozemku v západní části parku.
Poblíž se nachází Hlavní mešita, jejíž silueta je viditelná z části parku.

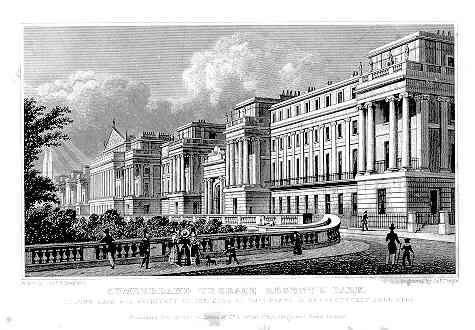
Cumberlandské terasy ve východní části Regent's Parku – největší Nashovy terasy

Mimo hranice Vnitřního okruhu, v jižní části se nachází Regent's College – sdružení vysokých škol, která je mimi jiné sídlem Regents Business School London, The European Business School a British-American College London.
Bezprostředně na sever od parku se rozprostírá Primrose Hill, park s nádherným výhledem na Westminster a City, který vlastní a spravuje City of London Corporation.

## Doprava
- Metro
  - Camden Town
  - Regent's Park
  - Baker Street

- Železnice
  - Camden Road
  - Marylebone